# 10698 Singer
10698 Singer è un asteroide della fascia principale. Scoperto nel 1981, presenta un'orbita caratterizzata da un semiasse maggiore pari a 2,3148354 UA e da un'eccentricità di 0,1161397, inclinata di 2,33990° rispetto all'eclittica.